# Clintel
Die Climate Intelligence Foundation (kurz: Clintel) ist eine niederländische Stiftung, die Klimawissenschaftsleugnung betreibt. Die Organisation, die gegen den Klimaschutz kämpft, gilt als kontinentaleuropäisches Gegenstück zur britischen Global Warming Policy Foundation. Sie wurde nach eigenen Angaben von dem  Wissenschaftsjournalisten Marcel Crok und dem Geowissenschaftler Guus Berkhout gegründet, der seine Karriere beim Ölkonzern Royal Dutch Shell begonnen hatte. Clintel unterhält enge Verbindungen zu weiteren Klimaleugnerorganisationen wie dem US-amerikanischen Heartland Institute, den von der Ölbranche finanzierten Friends of Science und dem europäischen Netzwerk European Climate Realist Network und vielen bekannten Klimaskeptikern.
Bekannt wurde die Climate Intelligence Foundation durch die von ihr federführend vorangetrieben Deklaration There is no climate emergency, in der laut Clintel mehrere Hundert Wissenschaftler und Fachleute die Existenz der Klimakrise abstreiten. Zu den Unterzeichnern zählen unter anderem als Klimawandelleugner bekannte Akademiker, Politiker, Lobbyisten und hochrangige Personen aus der Öl- und Gasindustrie sowie weitere Personen, die in Verbindung stehen mit verschiedenen Klimawandelleugnerorganisationen wie dem Cato Institute, dem Heartland Institute und der Global Warming Policy Foundation. Die Unterzeichner sind, einer bibliografischen Analyse zufolge, im Themenfeld Klimawandel so gut wie gar nicht wissenschaftlich aktiv. Zudem ordnen die Autoren dieser Analyse die Deklaration als Desinformationskampagne ein, die in der Öffentlichkeit Verwirrung über den wissenschaftlichen Konsens zum Klimawandel stiften solle. Gleichzeitig stellen sie die Deklaration in die Tradition früherer ähnlicher Initiativen zur Klimawandelleugnung wie der Leipziger Erklärung oder der Oregon-Petition, deren Aussagen auch teilweise übernommen worden seien.

## Geschichte und Organisation
Gegründet wurde Clintel im Jahr 2019 von Personen aus dem Umfeld des Ölkonzerns Shell sowie von Fluggesellschaften. Die Organisation steht der niederländischen Partei Forum voor Democratie um Thierry Baudet nahe, die beide ebenfalls den Klimawandel leugnen.
Bekannt wurde Clintel Anfang September 2019, als von der investigativ arbeitenden Nonprofit-Medien-Organisation Desmog  die Hintergründe einer Kampagne aufgedeckt wurden, deren Ziel die Verhinderung der gesetzlichen Festschreibung von Nullemissionszielen durch die Politik war. Zu dem Zeitpunkt hatten ca. 400 Personen die Clintel-Erklärung unterzeichnet, die an Politiker der Europäischen Union sowie der Vereinten Nationen gesandt wurde. Im September 2019 waren es laut Clintel ca. 500 Unterzeichner, im Oktober 2019 rund 700. Im August 2022 sollen es ca. 1100 Unterzeichner gewesen sein, zum größten Teil ohne jegliche Erfahrung in der Klimaforschung. Hingegen verweisen Fachleute auf gut dokumentierte Verbindungen von Clintel zu Geld aus der Erdölindustrie sowie Lobbygruppen der fossilen Energieindustrie.
Voraus ging dieser europäischen Deklaration eine Petition auf nationaler Ebene, in der die Autoren u. a. die Rolle menschlicher Aktivitäten bei der gegenwärtigen globalen Erwärmung bestritten und sich gegen eine Klimaschutzpolitik aussprachen.

## Deklaration
Die Deklaration wurde am 26. September 2019 veröffentlicht. Neben den Unterzeichnern finden sich 14 „Botschafter“ für verschiedene Staaten, unter anderem Guus Berkhout für die Niederlande, Richard Lindzen für die USA, Fritz Vahrenholt für Deutschland und Christopher Monckton für Großbritannien.
2022 wurde die Deklaration auf Initiative von Ivar Giaever in kaum veränderter Form erneut veröffentlicht. Giaever ist ein Physiker, der 1973 für seine Arbeit zur Supraleitung mit dem Physik-Nobelpreis ausgezeichnet wurde, seit einigen Jahren aber vor allem öffentlich den Klimawandel bezweifelt, nachdem er nach eigenen Angaben einen halben bis ganzen Tag auf Google zum Klimawandel recherchiert hat. Eine wissenschaftliche Arbeit zum Klimawandel hat Giaever in seiner Karriere nicht publiziert. Geteilt wurde die Deklaration neben Klimawandelleugnern nicht zuletzt von Medien und Personen aus der Impfgegner- und Coronaleugnerszene, Verschwörungstheoretikern und der politischen Rechten um Éric Zemmour, dazu von dem offen pro Trump ausgerichteten Medienplattform The Epoch Times.  Im deutschsprachigen Raum wurde sie u. a. von dem rechten Webportal AUF1 verbreitet; anschließend avancierte das Video mit dem Titel „Klima-Wahn: Über eintausend echte Wissenschaftler wehren sich gegen CO2-Lüge“ im August 2022 zu einem der erfolgreichsten Telegram-Beiträge der Woche.
Hauptziel ist das Bestreiten des wissenschaftlichen Konsenses zum Klimawandel.

### Erklärung
Die Erklärung greift die Klimamodellierung an und nutzt einige lange bekannte und viel genutzte Argumente der Klimaleugnerszene, wie dass natürliche Faktoren unterschätzt würden, dass Klimaforscher unlautere Motive verfolgten oder dass mehr Kohlenstoffdioxid in der Atmosphäre tatsächlich nichts Negatives, sondern etwas Positives sei.
Sie umfasst folgende sechs Hauptpunkte mit jeweils einer kurzen Erläuterung:
- „Sowohl natürliche als auch anthropogene Faktoren verursachen die Erwärmung.“
- „Die Erwärmung verläuft viel langsamer als vorhergesagt.“
- „Die Klimapolitik beruht auf ungeeigneten Modellen.“
- „Kohlenstoffdioxid ist Pflanzennahrung, die Basis allen Lebens auf Erden.“
- „Die Globale Erwärmung hat Naturkatastrophen nicht verstärkt.“
- „Die Klimapolitik muss wissenschaftliche und ökonomische Realitäten berücksichtigen.“

Jedes einzelne dieser Argumente findet sich in der Liste von Klimaleugner-Falschbehauptungen von Skeptical Science, einer Klimainformationsplattform, die sich der Korrektur von klimaskeptischen Behauptungen verschrieben hat. Der Guardian schrieb, dass die Deklaration die „Klimawissenschaft leugne“ und „abgegriffene und lange diskutierte Diskussionspunkte zum Klimawandel“ wiederhole, die den Ergebnissen von „wissenschaftlichen Institutionen und Akademien auf der ganzen Welt“ wie auch denen des IPCC widersprächen. Robert Brulle, Soziologieprofessor an der Drexel University erklärte, die Behauptungen in der Deklaration seien sowohl „abgestanden“ als auch „offensichtlich wissenschaftlicher Unsinn“. Ziel der Deklaration sei es, das Narrativ „von der ‚umstrittenen‘ Natur des Klimawandels aufrechtzuerhalten“. Die Erklärung wirke wie eine Panikreaktion auf die erhebliche Medienberichterstattung über die Klimakrise, die es durch Greta Thunberg und Extinction Rebellion gegeben habe. Geoffrey Suppran von der Harvard University sah in der Deklaration einen Versuch, verstärkte klimapolitische Anstrengungen auf dem Klimagipfel in New York zu verhindern. „Wie immer“ ginge es darum, „die Echokammer sympathisierender rechter Medien und Blogs zu füttern und Jagd auf naive und arglose Journalisten zu machen, die versucht sein könnten, in ihrer Klimaberichterstattung auf falsche Ausgewogenheit zu setzen.“
Ein Faktencheck der Wissenschaftsplattform „Climate Feedback“ stufte die wissenschaftliche Glaubwürdigkeit der Erklärung auf einer Skala von +2 bis −2 mit −1,8 ein. Die Stellungnahme sei „verzerrt“, „ungenau“, „irreführend“ und nutze Rosinenpicken. Die Behauptungen widersprächen den von Geowissenschaftlern gefundenen Belegen oder gäben diese falsch wieder, auch hätten die Autoren keine Belege geliefert, die das Kleinreden des Klimawandel stützten. Behauptungen wie die Aussage, dass die Klimamodelle den Einfluss von Kohlendioxid auf das Pflanzenwachstum ignorierten, seien schlicht falsch. Zudem wiesen die Wissenschaftler darauf hin, dass von den 500 Unterzeichnern, die sich selbst als „Wissenschaftler und Fachleute“ darstellten, tatsächlich nur zehn Klimawissenschaftler seien. Auch seien in der Vergangenheit bereits ähnliche Petitionen genutzt worden, um mit einer großen Zahl von Unterzeichnern Glaubwürdigkeit zu erlangen. In der Wissenschaft zählten aber Belege.
Weitere Faktenchecks kamen zu ähnlich kritischen Einschätzungen. Correctiv kam zum Ergebnis, dass bis auf zwei der Behauptungen zwar alle zumindest teilweise richtig seien, die Autoren aber oft „zentralen Kontext“ ausgelassen hätten. Zudem seien entgegen wissenschaftlichen Gepflogenheiten keine Belege angegeben. Toralf Staud, Fachjournalist beim Klimawandel-Informationsportal Klimafakten.de, ordnete die Deklaration u. a. im Hinblick auf die komplett fehlenden Belege als „wissenschaftlich wertlos“ ein und verweist darauf, dass das Anführen einer Masse von Unterzeichnern einer Deklaration eine der häufigsten Desinformationsstrategien der Wissenschaftsleugnung sei. Insbesondere sollten die vielen Namen mit akademischen Titeln eine fachliche Expertise zum Klimawandel suggerieren, während sie tatsächlich „aber zum betreffenden Thema, zu der sie sich hier äußern, praktisch keine fachliche Expertise haben.“ Tatsächlich hätten aber die „allermeisten Unterzeichnenden solcher 'Deklarationen' praktisch nie“ echte fachliche Expertise in Form von eigenen, aktuellen wissenschaftlichen Publikationen in den jeweils relevanten Disziplinen.
Der Professor für Psychologie Iain Walker und die Sozial- und Umweltpsychologin Zoe Leviston sehen die Deklaration als Beispiel dafür, dass sich die Taktiken bei der Klimaleugnung wandelten. Die offene Klimawandelleugnung sei ersetzt worden durch Versuche, den Klimawandel als natürlich darzustellen und die Notwendigkeit von Klimaschutz abzustreiten. Dies sei aber nur eine weitere Form des Abstreitens der Fakten. Die Gruppe lehne „offen ersichtlich den wissenschaftlichen Konsens über den Klimawandel ab“.
Ein im April 2020 erschienener Artikel sieht die Aktivitäten von Clintel als Teil einer größeren gegen Experten gerichteten Kampagne, die darauf abziele, dass Menschen nicht mehr wüsste, wem sie trauen könnten. In diesem Fall würden Menschen dazu tendieren, überhaupt niemandem mehr zu vertrauen, und folglich so weiter leben wie bisher, wodurch die Umsätze von fossilen Energiekonzernen aufrechterhalten würden.

### Unterzeichner
Zu den Unterzeichnern zählen unter anderem als Klimaleugner bekannte Akademiker, Politiker, Lobbyisten und hochrangige Personen aus der Öl- und Gasindustrie sowie weitere Personen, die in Verbindung stehen mit verschiedenen Klimaleugnerorganisationen wie dem Cato Institute, dem Heartland Institute und der Global Warming Policy Foundation. Weitere Verbindungen bestehen zu einem transatlantischen Netzwerk von Think Tanks, das sich für Deregulierung im Umweltbereich einsetzt, eine Geschichte der Klimaleugnung besitzt und unter anderem von den Gebrüdern Koch finanziert wird. Laut Correctiv wurden 2019 in der Liste 179 Personen als „Professor“ bezeichnet. Von diesen hätten sich nur 5 auf das Thema Klima spezialisiert, 2 davon seien bereits im Ruhestand. Die am stärksten vertretenen Berufsgruppen waren oft mit der fossilen Energiebranche in Verbindung stehende Ingenieure (21 %) und Geologen (19 %). Mit Stand August 2022 waren von den 1.107 Unterzeichnern sechs Personen bereits verstorben, acht Mitarbeiter von Shell, ca. 16 % im Ruhestand und nur ein einziger Unterzeichner ein Klimatologe, der aber hauptberuflich in der Werbung arbeitet.
Bekannte Unterzeichner sind unter anderem Tim Ball, Freeman Dyson, Patrick J. Michaels, Willie Soon, Ivar Giaever, Susan Crockford, Madhav Khandekar, Patrick Moore, Ian Plimer,  Nils-Axel Mörner, Nicola Scafetta und Václav Klaus. Aus Deutschland sind 23 Unterzeichner gelistet: neben Fritz Vahrenholt unter anderem Stefan Kröpelin, Ulrich Kutschera, Horst-Joachim Lüdecke, Michael Limburg und Ludwig E. Feinendegen. Von den 13 deutschen Unterzeichnern, die bis September 2019 unterzeichnet hatten, sind gemäß Correctiv 8 bereits im Ruhestand. Der Großteil davon unterhalte Verbindungen zu EIKE; drei seien direkt über Autorenschaften oder Mitgliedschaft im Beirat mit EIKE verbunden, sechs weitere würden häufig von EIKE angeführt oder traten in der Vergangenheit bei Veranstaltungen von EIKE auf. Correctiv berichtete zudem, dass mehrere der deutschen Unterzeichner falsche Angaben zu ihren Qualifikationen und akademischem Werdegang gemacht hätten. So hätten mehrere Personen Professuren angegeben, die sich nicht verifizieren ließen oder von der genannten Universität dementiert wurden; in einem Fall wurde auch ein Institut angegeben, das laut Pressesprecher der betroffenen Universität nicht existiert.
Der Guardian berichtete, dass unter anderem 75 australische Persönlichkeiten aus der Wirtschaft unterzeichnet hätten, darunter auch Bergbauingenieure und im Ruhestand befindliche Geologen. Zugleich hätten „einige Unterzeichner hochrangige Verbindungen zur konservativen Politik, Industrie und Bergbau“. Zudem wurde auf den Umstand verwiesen, dass viele der Organisatoren und Mitglieder von Clintel bereits 2016 Unterzeichner einer weiteren Klimaleugnererklärung der Clexit-Gruppierung gewesen seien. Diese hatte nach der Brexit-Abstimmung dazu aufgerufen, dass Nationen „nicht tolerieren [sollten], dass UN- und EU-Bürokraten die Wissenschaft manipulieren, um ihre Träume zur Umverteilung des Reichtums zu rechtfertigen“.